# Episparis agnesae
Episparis agnesae là một loài bướm đêm trong họ Erebidae.